# Joanes Etxeberri Ziburukoa
Ne doit pas être confondu avec Joanes Etxeberri (Sarakoa)
Joanes Etxeberri (Ciboure, c. 1580 - ib. , c. 1665) est un écrivain basque du XVIIe siècle . 

## Biographie
Sa date de naissance n'est pas connue, mais étant donné la date de publication de son premier livre en 1627 et compte tenu de la durée des études en théologie, elle eut probablement lieu vers 1580 à Ciboure. À Pau chez les Jésuites, il étudia la théologie et le latin, devenant docteur en théologie. Son activité est à associer à l'École de Sare. 

## Travaux

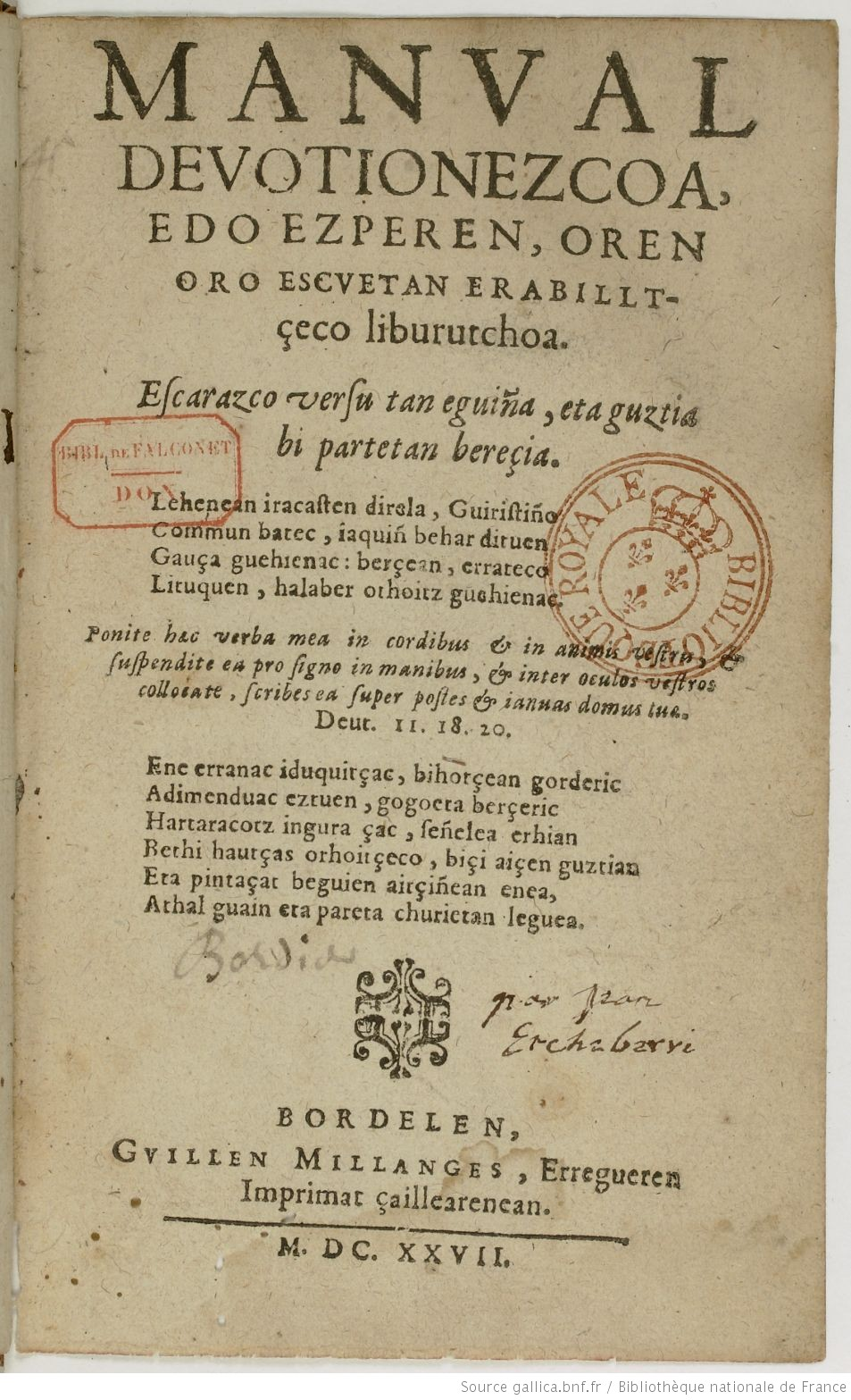
Manual devotionezcoa. Ed 1927. Page de titre.

Il a publié trois livres, tous des poèmes religieux. Selon Arnaud Oihenart, il avait produit d'autres écrits, qu'Oihenart avait pu voir, dont des lettres, un autre livre intitulé Eguneroscoa, et un dictionnaire basque. 
- Manuel de dévotion : Manual Devotionezcoa, edo ezperen oren oro escuetan erabilltceco liburutchoa : Bordeaux, publié pour la première fois en 1627 ) et une deuxième fois en 1669. Le fac-similé de ce dernier est disponible (Hordago, 1978), avec une édition critique pour la première partie effectuée par Patxi Altuna (Euskaltzaindia, Euskararen lekukoak 3, 1981). L'ouvrage comporte deux parties : 
  - la première (3 814 vers) est une description de la doctrine catholique ;
  - la deuxième (4 000 vers) est composée de prières. Elle comporte notamment "la série des prières pour les voyages en mer" détaillée par Aurélie Arcocha-Scarcia[2].

Sur le poème Jujamendu ondoco munduaren statua (pp. 88-89) voir aussi Aurélie Arcocha.
Edition de 1627 numérisée dans Gallica. 
- Noëls : Noelac eta berce canta espiritual berriak Iesus Christoren biciaren misterio principalen gañean eta sainduen ohoretan besta buruetacotz, publié en 1631 et réédité plusieurs fois. Il comporte quatre parties: Chants de Noël, Chants à propos des mystères de la vie de Jésus, Chants honorant Dieu et les saints, chants à propos de certains saints.

- Livre pour l'église: Eliçara erabilltceco liburua, publié pour la première fois en 1636 et réédité en 1665 et 1666. Dédié à Bertrand Etxauz.

Numérisé sur Bilketa.
- Eguneroscoa : œuvre inconnue. Certains ont supposé que Manual Devotionezcoa n'était qu'une partie de son livre principal[4] mais les termes d'Oihenart indiquent clairement qu'il s'agit d'un autre livre.

- Vocabulaire : ce document est également connu grâce à la correspondance entre Oihenart et Pouvreau. Dans les lettres et dans le dictionnaire de Pouvreau, certaines entrées de ce vocabulaire ont été conservées, le plus souvent avec la mention E. Ces éléments laissent à penser qu'il pouvait s'agir d'un vocabulaire basque-latin[5].

## La versification
Voici les caractéristiques concernant les vers du Manuel, qui, du reste, commence par un bertsu : les vers sont composés de 15 syllabes, et fonctionnent par paires, ce sont donc des dystiques,  le système des vers est 4/4/4/3, avec une césure auprès de la huitième syllabe, enfin il arrive que pour les besoins de la métrique, les mots se trouvent dans un ordre inhabituel, par exemple le verbe principal et l'auxiliaire répartis sur deux lignes. 

## Critique
Joanes Etxeberri était un homme cultivé, et il a écrit de la poésie, en basque et en latin. Il ne fait aucun doute qu'à son époque il fut tenu pour savant, éclairé et homme de grande intelligence : c'est ce que rapportent les recommandations de l'Église pour ses livres, et les poèmes livrés par ses amis et admirateurs l'attestent également. Avec Axular, ils représentent l'apogée de la littérature du XVIIe siècle, l'un pour la prose, l'autre pour la poésie. 
C'est un auteur qui doit être remis dans le contexte d'une floraison littéraire succédant au concile de Trente. Il maîtrisait parfaitement les règles de la rhétorique. Etxeberri est un parfait représentant des « styles jésuites » en langue basque .

## Langue
Quelques caractéristiques sont ici détaillées : le nom apparaît fréquemment sous la forme indéfinie. Bien que l'ergatif pluriel exige la terminaison "-ek", il utilise parfois la terminaison "ak" pour les besoins de la métrique. Le cas associatif prend la forme "-kin" ou "-kien". Les formes au génitif sont semblables : "hequin", "auaritiosequien"... La distinction ancienne entre les adjectifs possessifs simples (ene, hire, gure....) et renforcés (neure, heure, geure...) est toujours respectée. L'adjectif peut apparaître après le nom ( falta venialac) comme devant (venial faltac). Dans l'emploi de la conjonction eta, le second terme seul comporte la limitation et le suffixe. Dans les comparaisons ecen est employé comme équivalent de baino. Les suffixes "-ela" et "-en" peuvent apparaître comme équivalents, y compris dans la même phrase (...pensatcen / Gu çurruac guiñela eta onac erho ciraden). Il emploie des formes au subjonctif sans d (ezazun pour dezazun) et des formes à l'impératif avec d (heda dieçadaçu "heda iezadazu"). Il employait fréquemment la conjugaison allocutive hitano.